# Gouvernement Alexandre Ribot (5)
Troisième République
Aristide Briand VI Paul Painlevé I
Le cinquième gouvernement Alexandre Ribot est le gouvernement de la Troisième République en France du 20 mars 1917 au 7 septembre 1917.

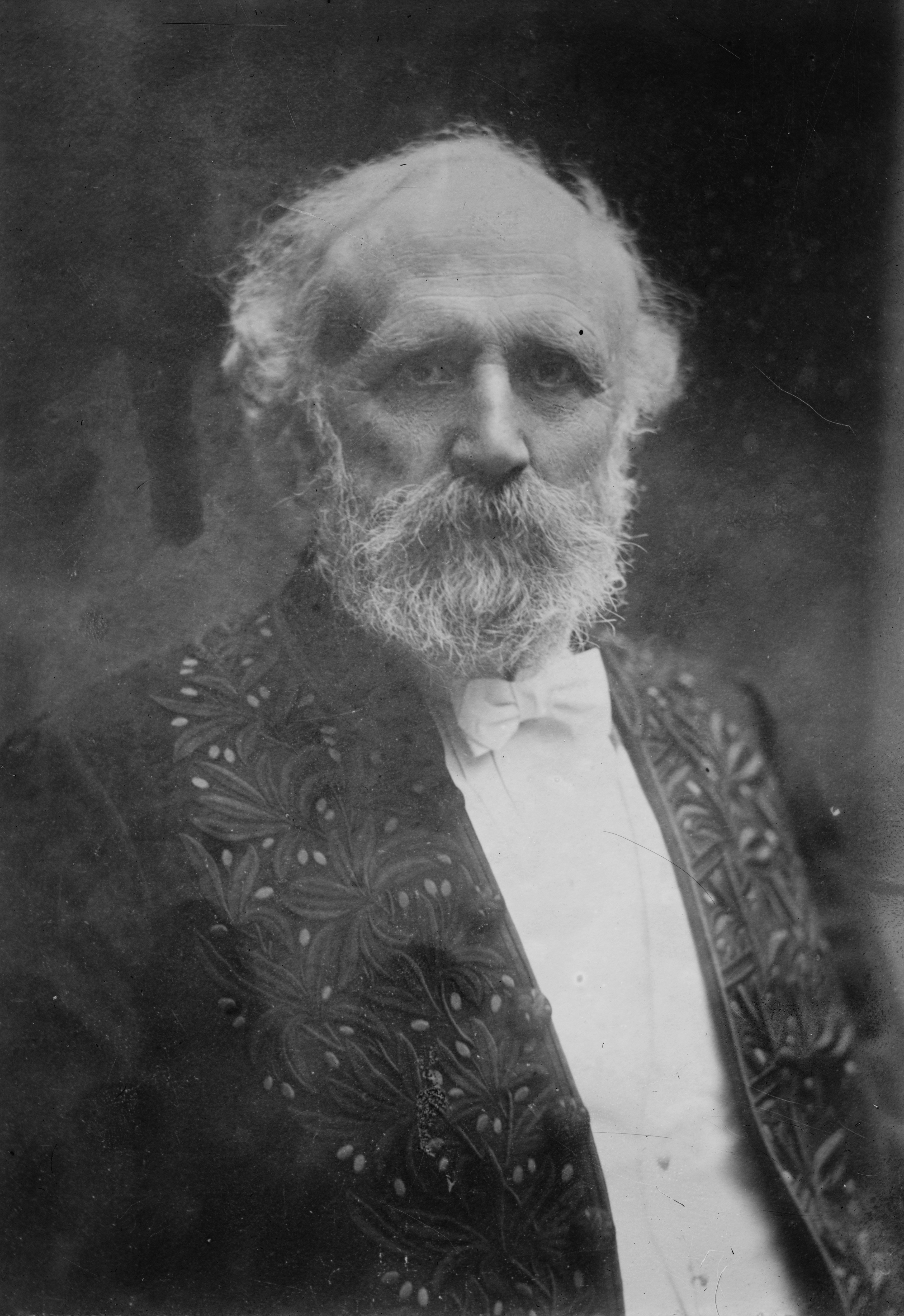
Alexandre Ribot

## Composition
| Portefeuille                                                                                              | Titulaire | Titulaire                                      | Parti |
| --- | --------- | ---------------------------------------------- | ----- |
| Président du Conseil                                                                                      |           | Alexandre Ribot                                | FR    |
| Ministres                                                                                                 |           |                                                |       |
| Ministre des Affaires étrangères                                                                          |           | Alexandre Ribot                                | FR    |
| Ministre de la Guerre                                                                                     |           | Paul Painlevé                                  | PRS   |
| Ministre de la Justice                                                                                    |           | René Viviani                                   | PRS   |
| Ministre de l'Instruction publique et des Beaux-Arts                                                      |           | Théodore Steeg                                 | PRRRS |
| Ministre de l'Intérieur                                                                                   |           | Louis Malvy (jusqu'au 31-8-1917)               | PRRRS |
| Ministre de l'Intérieur                                                                                   |           | Théodore Steeg (à partir du 1-9-1917)          | PRRRS |
| Ministre de la Marine                                                                                     |           | Lucien Lacaze (jusqu'au 10-8-1917)             | SE    |
| Ministre de la Marine                                                                                     |           | Charles Chaumet                                | PRD   |
| Ministre de l'Agriculture                                                                                 |           | Fernand David                                  | PRS   |
| Ministre des Finances                                                                                     |           | Joseph Thierry                                 | FR    |
| Ministre des Travaux publics et du Transport                                                              |           | Georges Desplas                                | RI    |
| Ministre du Commerce, Postes et Télégraphes                                                               |           | Étienne Clémentel                              | RI    |
| Ministre des Colonies                                                                                     |           | André Maginot                                  | PRD   |
| Ministre de l'Armement et des Fabrications de guerre                                                      |           | Albert Thomas                                  | SFIO  |
| Ministre du Travail et de la Prévoyance sociale                                                           |           | Léon Bourgeois                                 | PRRRS |
| Ministre du Ravitaillement général et des Transports maritimes                                            |           | Maurice Viollette                              | PRS   |
| Haut-commissaire auprès du Gouvernement britannique pour le règlement des affaires maritimes interalliées |           | Charles Guernier (à partir du 10-4-1917)       | PRD   |
| Haut-commissaire aux États-Unis                                                                           |           | André Tardieu (à partir du 10-4-1917)          | PRD   |
| Sous-secrétaires d’État                                                                                   |           |                                                |       |
| Sous-secrétaire d’État à la Présidence du Conseil et au Blocus                                            |           | Denys Cochin (jusqu'au 2-8-1917)               | ALP   |
| Sous-secrétaire d’État à la Présidence du Conseil et au Blocus                                            |           | Albert Métin                                   | PRRRS |
| Sous-secrétaire d’État aux Finances                                                                       |           | Albert Métin                                   | PRRRS |
| Sous-secrétaire d’État à la Marine                                                                        |           | Jacques-Louis Dumesnil (à partir du 10-8-1917) | PRS   |
| Sous-secrétaire d’État à la Marine marchande                                                              |           | Louis Nail (jusqu'au 4-7-1917)                 | PRRRS |
| Sous-secrétaire d’État à la Marine marchande                                                              |           | Anatole de Monzie                              | PRS   |
| Sous-secrétaire d’État aux Transports                                                                     |           | Albert-André Claveille                         | SE    |
| Sous-secrétaire d'État à l'Administration générale de l'armée                                             |           | René Besnard                                   | PRRRS |
| Sous-secrétaire d’État au Service de Santé militaire                                                      |           | Justin Godart                                  | PRRRS |
| Sous-secrétaire d’État à l'Aéronautique militaire                                                         |           | Daniel Vincent                                 | PRRRS |
| Sous-secrétaire d’État aux Inventions intéressant la Défense nationale                                    |           | Jules-Louis Breton                             | PRS   |
| Sous-secrétaire d’État aux Fabrications de guerre                                                         |           | Louis Loucheur                                 | PRD   |
| Sous-secrétaire d'État au Travail et à la Prévoyance sociale                                              |           | Constant Roden                                 | RI    |
| Sous-secrétaire d’État à l'Instruction publique et aux Beaux-Arts                                         |           | Albert Dalimier                                | PRRRS |

## Fin du gouvernement et passation des pouvoirs
La démission de Louis Malvy, l’inamovible ministre de l’Intérieur, entraîna la chute du gouvernement le 7 septembre 1917. Paul Painlevé, le ministre de la Guerre, est appelé à la tête du gouvernement.